# مسجد إمامزادة
مسجد إمامزادة هو مسجد تاريخي يعود إلى عصر القاجاريون، ويقع في تبريز.